# Sato Shinichi
Shinichi Sato (sinh ngày 14 tháng 9 năm 1975) là một cầu thủ bóng đá người Nhật Bản.

## Sự nghiệp câu lạc bộ
Shinichi Sato đã từng chơi cho Cerezo Osaka và Sagan Tosu.